# Dimitrios Loundras
Dimitrios Loundras (6 september 1885 - 15 februari 1971) was een Grieks atleet.
Loundras was de jongste deelnemer (10 jaar oud) in 1896 op de eerste moderne Olympische Spelen in Athene. Hij nam deel aan de discipline turnen. Hij werd met zijn Griekse ploeg derde in de oefening op de brug met gelijke leggers. Later tekende hij bij de Griekse marine, waarmee hij deelnam aan beide Wereldoorlogen en de rang schout-bij-nacht bereikte. In 1936 was hij kortstondig prefect van het Departement Lesbos.